# アルファロメオ・75
アルファロメオ・75はイタリアの自動車メーカー・アルファロメオが1985年から1992年まで製造販売した小型乗用車である。
75の名はデビュー年がアルファロメオ創業75周年であったことに因んだものであるが、当時の同社は大衆車クラスの33（アルファスッド後継）、中型車クラスの90（アルフェッタ後継）と、いずれも2桁の数字を車名にしていた。

## 概要
1985年5月、それまで生産されていた116系ジュリエッタの後継車として登場したが、翌年フィアット傘下に入る直前の経営破綻寸前だったアルファロメオの台所事情を反映し、機構的にはほぼ先代を踏襲していた。なお、116系ジュリエッタ自体も1972年デビューのアルフェッタをベースにすることから、基本設計はさらに13年前に遡ることになる。
とはいえアルフェッタはド・ディオンアクスルにデフとギアボックス、更にフォーミュラカーと同様のレイアウトのインボード式リアディスクブレーキを組み込んだトランスアクスルを採用しており、ほぼ50:50の前後輪重量バランスを実現し、75のデビュー時点でも十分に進歩的なシャーシ性能を有していた。大きく変わったのはボディで、当時のチーフスタイリスト・エルマーノ・クレッソーニによる、特徴的なショルダーラインを持つ抑揚の強いウエッジシェイプのスタイルに一新された。室内も外観同様に角ばったダッシュボードやスコップの柄のようなパーキングブレーキレバー、頭上に配置されたパワーウインドウスイッチ、アルファロメオ初のドライブコンピューター（Alfa Romeo Control と呼ばれた）など、外観同様個性的で、良くも悪くも1980年代の流行に即したものとなった。
エンジンは当初、アルファロメオ伝統のDOHCエンジンを搭載する1.6（110馬力）・1.8（120馬力）・2.0（128馬力）、アルフェッタにも用いられていたVMモトーリ製ターボディーゼル（95馬力）の2.0TD、さらにアルフェッタGTV譲りのV6・2,500 cc燃料噴射（156馬力）を搭載する2.5V6も用意された。このV6モデルはアルファロメオ・ミラノV6の名前で対米輸出も行われ（同型車は日本にも輸入された）、3速オートマチックトランスミッションも選択可能であったが、欧州市場でもV6モデルは対米輸出仕様のまま販売された。
1986年には1.8のエンジンにアメリカのギャレット・エアリサーチ（現在はハネウェルの一部門）製インタークーラー付ターボを装着し、155馬力とした「75ターボ」が登場、1987年にはV6・2,959 c 189馬力の「3.0アメリカ」が追加された。ガソリン2.0 Lのエンジンもシリンダーヘッドが新設計され、シリンダー当たり2つのスパークプラグを持つ「2.0TS（ツインスパーク）」（148馬力）に改められ
、燃料供給もキャブレターから燃料噴射に改められた。車両重量は1,190 kgと軽く、トルクの高いエンジンとの組み合わせにより、2速発進が簡単に行えるほどの余裕があった。1988年には1.8 Lエンジンも燃料噴射となり「1.8i.e」（122馬力）になり、2.4ターボディーゼル（112馬力）が追加、1989年には1.6も同様に「1.6i.e」（107馬力）となった。
1990年にはマイナーチェンジが行われ、フロントグリルやサスペンションのセッティングが変更され、V6の燃料噴射システムが同じボッシュ製ながらL-ジェトロニックから、アイドル回転数や点火時期の制御も行うモトロニックに変更され「3.0V6 QV」（192馬力）となった。このエンジンは90の後継車となった164と共通である。
1992年に生産を終了した。後継の155はFF車となったため、2016年に2代目ジュリアが登場するまでの間、アルファロメオにおける最後のFRレイアウトによるセダンであった。生産台数は約36万台。
また、グループAツーリングカーレース用に500台の「75ターボ・エヴォルツィオーネ」（Turbo Evoluzione）が1987年に限定生産された。このマシンでジャンフランコ・ブランカテリは1988年のイタリアツーリングカー選手権（ITC）を制した。

## 日本での販売
1983年、それまでアルファロメオの日本総代理店であった日英自動車がオースチン・ローバー・ジャパンに営業譲渡し、1985年当時にはアルファロメオそのものの日本への正規輸入が途絶えており、75はデビュー後しばらく販売されなかった。
1986年にはコスモ石油が代理権を獲得したが事業に失敗、1987年になって初めて大沢商会による2.0TSとミラノV6オートマチックの輸入販売が開始された。1990年からはフィアットグループオートモービルズの日本法人「アルファロメオジャパン（同年中にフィアットアンドアルファロメオモータスジャパンと改称）」が輸入元となり、ディーラー網「アレーゼ」を通しての販売が行われた。
バブル景気という好条件下であったが、トランスアクスル、インボードブレーキという凝った構造による整備性の悪さ、加えて品質の低さからマニア以外の一般層への販売は芳しくなく、セールス的な成功は155の登場を待つことになった。